# Нуле
Нуле (итал. Nule) је насеље у Италији у округу Сасари, региону Сардинија.
Према процени из 2011. у насељу је живело 1427 становника. Насеље се налази на надморској висини од 651 м.

## Становништво
Према резултатима пописа становништва 2011. у општини је живело 1.427 становника.
| 1931. | 1936. | 1951. | 1961. | 1971. | 1981. | 1991. | 2001. | 2011. |
| ----- | ----- | ----- | ----- | ----- | ----- | ----- | ----- | ----- |
| 1.986 | 1.960 | 1.987 | 2.109 | 1.907 | 1.785 | 1.719 | 1.573 | 1.427 |